# Jules Michelet
Jules Michelet (tiếng Pháp: [ʒyl miʃlɛ]; 21 tháng 8 năm 1798 - 9 tháng 2 năm 1874) là một nhà sử học và nhà văn người Pháp. Ông được biết đến nhiều nhất với tác phẩm đa tập Histoire de France (Lịch sử Pháp), theo dõi lịch sử Pháp từ thời kỳ đầu tiên cho đến Cách mạng Pháp. Ông được coi là một trong những người sáng lập nền sử học hiện đại.
Michelet chịu ảnh hưởng của Giambattista Vico. Ông ngưỡng mộ sự nhấn mạnh của Vico về vai trò của con người và phong tục của họ trong việc định hình lịch sử, đây là một sự thay đổi lớn so với sự nhấn mạnh vào các nhà lãnh đạo chính trị và quân sự.